# فيبيا سابينا

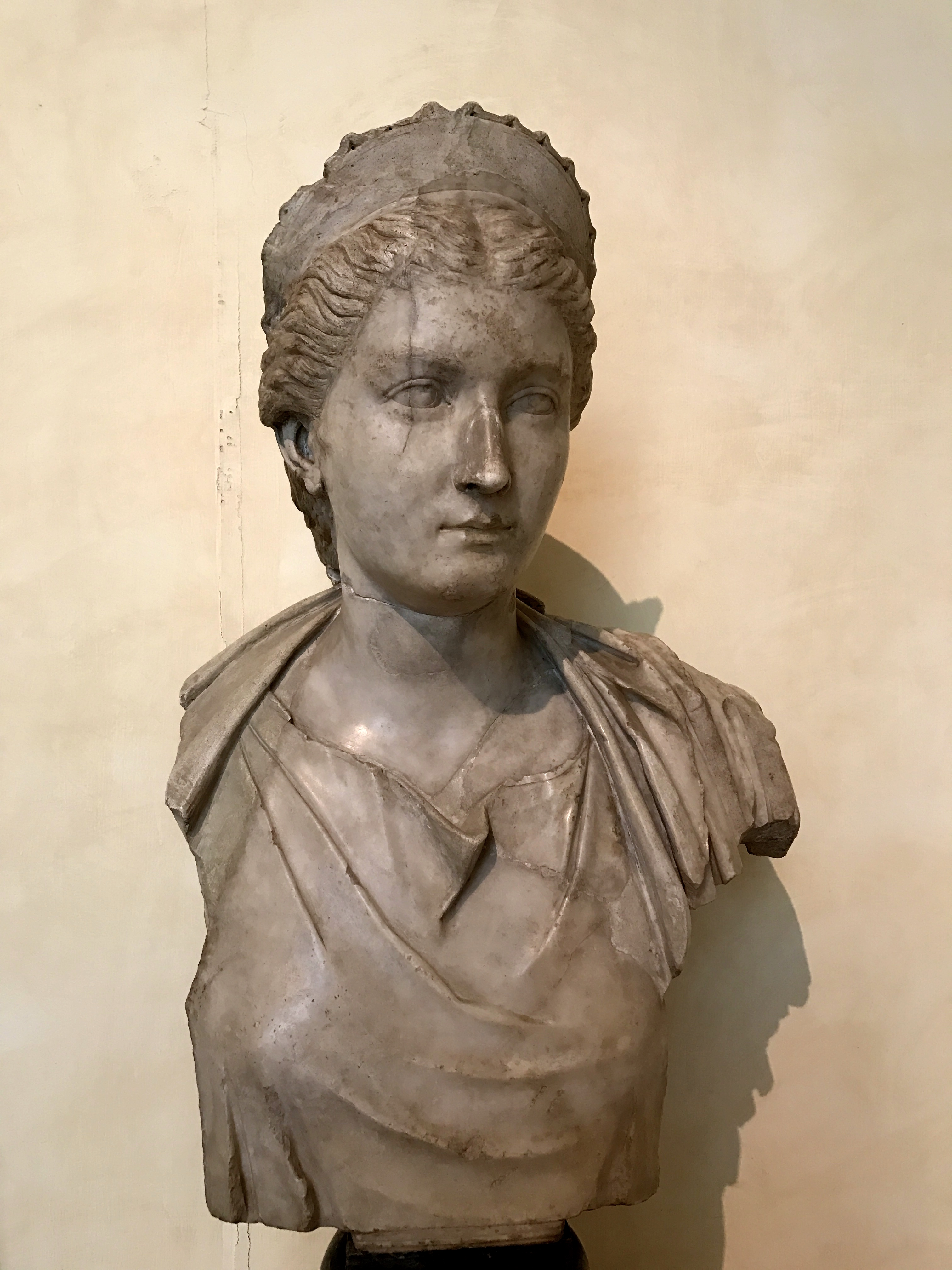
تمثال لفيبيا سابينا

فيبيا سابينا (83 - 136/137) هي إمبراطورة رومانية، وزوجة وابنة عم الإمبراطور الروماني هادريان كانت ابنة الإمبراطورة الرومانية ماتيديا (بنت أخت الإمبراطور الروماني تراجان)، وكانت ابنة القنصل الروماني لوتشيوس فيبس سابينس، وبعد وفاته عام 84 ذهبت فيبيا وأختها غير الشقيقة للعيش مع جدتها لأمعا مارسيانا؛ للعيش مع الإمبراطور الروماني تراجان وزوجته بلوتينا.
تزوج هادريان فيبيا في عام 100 بناءً على طلب الإمبراطورة بلوتينا كما أن والدة فيبيا كانت معجبة بهادريان، وسمحت له أن يتزوج بابنتها.
قد أُشيعَ على فيبيا أنها على علاقة غرامية مع المؤرخ الروماني سويتونيوس الذي كان يعمل كسكرتير هادريان، وقد حدث هذا في عام 119 مما نتج عنه إقالته من منصب سكرتير الإمبراطور، وفي هذه الأثناء أيضًا قد قيل أن هادريان أصبحت له ميول جنسية تجاه الذكور كصديقه أنطونيوس، وبعض الذكور الآخرين، ولم ينجب هادريان من فيبيا أولاد، وفي عام 128 مُنحت فيبيا لقب أوغستا، وقد ماتت قبل زوجها هادريان في عام 136 أو في بدايات 137.
جاء في مرثية حجر هادريان لزوجته "يصور تأليه أو الصعود السماوي لفيبيا في انسجام مع تأليهها بعد موتها كما يخطط هادريان"

## أشخاص يحملون اسمها
- فيبيا أوريليا سابينا (170 - قبل 217) الابنة الصغرى للإمبراطور الروماني ماركوس أوريليوس، والإمبراطورة فوستينا الصغرى حيث كانت فيبيا سابينا الخالة الكبرى لفوستينا، وقد وُضع اسم ابنتها في حفل تكريم لفيبيا وأبيها.

## قراءات أكثر
- (بالفرنسية) Minaud, Gérard, Les vies de 12 femmes d’empereur romain - Devoirs, Intrigues & Voluptés , Paris, L’Harmattan, 2012, ch. 7,  La vie de Sabine, femme d’Hadrien, p. 169-188.